# 富
Pour les articles homonymes, voir Fù.
Fù est la transcription en hanyu pinyin du caractère chinois 富. C'est un nom de famille chinois.
- Xian de Fu (富), une subdivision administrative de la province du Shaanxi en Chine.

Son caractère Unicode est 5BCC.